# Ожма (озеро)
Ожма — озеро на территории Ребольского сельского поселения Муезерского района Республики Карелия.

## Общие сведения
Площадь озера — 2,4 км², площадь водосборного бассейна — 178 км². Располагается на высоте 185,6 метров над уровнем моря.
Форма озера треугольная, продолговатая: вытянуто с северо-запада на юго-восток. Берега каменисто-песчаные.
Через озеро протекает река Ожма, вытекающая из озера Эльмут и принимающая по пути воды из озера Большое Мазъярви, впадающая в озеро Колвас, из которого вытекает река Колвас, впадающая в Лексозеро, откуда через реки Сулу и Лендерку воды в итоге попадают в Балтийское море.
В озере расположены четыре безымянных острова различной площади.
Вдоль северо-восточного берега озера проходит просёлочная дорога.
Код объекта в государственном водном реестре — 01050000111102000010359.